# Beizhuang, Peking
Beizhuang (kinesiska: 北庄) är en köping i Kina. Den ligger i stadsdistriket Miyun i Pekings storstadsområde, i den norra delen av landet, omkring 91 kilometer nordost om stadskärnan. Antalet invånare är 7 769. Befolkningen består av 3 821 kvinnor och 3 948 män. Barn under 15 år utgör 12,0 %, vuxna 15-64 år 73 %, och äldre över 65 år 13,0 %.